# دیتر فنسکه
دیتر فنسکه (آلمانی: Dieter Fenske؛ ۲۹ سپتامبر ۱۹۴۲) شیمیدان معدنی اهل آلمان است.

## زندگی
فنسکه در دانشگاه مونستر شیمی تحصیل کرد، دکترای خود را در سال ۱۹۷۳ و شایستگی در سال ۱۹۷۸ دریافت کرد. وی استاد شیمی معدنی در مؤسسه فناوری کارلسروهه و مدیر مؤسسه نانوتکنولوژی کارلسروهه است.

## جوایز
در سال ۱۹۹۱، او جایزه گوتفرید ویلهلم لایبنیتس را از بنیاد پژوهش آلماندریافت کرد. در سال ۱۹۹۳ به وی جایزه ویلهلم -کلم از انجمن شیمیدانان آلمانی اعطا شد. از سال ۱۹۹۹، وی عضو کامل آکادمی علوم و علوم انسانی هایدلبرگ بوده‌است. در سال ۲۰۰۵، او عنوان دکتر افتخاری علوی را از آکادمی علوم روسیه در نووسیبیرسک دریافت کرد. از سال ۲۰۰۷، او عضو آکادمی علوم لئوپولدینا است.